# اثر ولز
اثر ولز (به انگلیسی: Wells effect) یک اختلال تجربی را بین قضاوت افراد از گناه در یک محاکمه، و هر دو احتمال ریاضی و ذهنی را در گناه شرح می‌دهد. یافته‌های وی شواهدی را نشان می‌دهد که باعث می‌شود احتمال بیشتر یا کمتر گناه متهم لزوماً باعث احتمال حکم بیشتر یا کمتر گناه نمی‌شود، که نشان داد قضاوت‌های انجام شده در دادگاه توسط تصمیمات منطقی هدایت نمی‌شوند.

## ریشه‌ها
این اثر رفتاری ابتدا در یک سری آزمایش‌ها توسط گری ال ولز(Gary L. Wells)، روانشناس، انجام شد. این مطالعه تفاوت بین نحوه قضاوت هیئت منصفه دربارهٔ آمارهای برهنه (شواهدی که مربوط به پرونده خاصی نیست) و دیگر مدارک را آزمایش کرد، و دریافت که مدل احتمال آستانه ساده (یعنی، آن هیئت منصفه تصمیم به گناه می‌گیرند زمانی که احتمال ابتلا به گناه از یک حد آستانه عبور کند) نمی‌تواند رفتار هیئت منصفه را محاسبه کند.
آزمایش‌ها مبتنی بر انواع موردهای فرضی اتوبوس آبی است، که ابتدا در ادبیات حقوقی ظاهر شدند و ناسازگاری آمارهای برهنه را در محاکمه توضیح دادند. در مطالعات ولز، از شرکت کنندگان خواسته شد تا روی پرونده ای حکم بدهند که در آن یک زن دیده که سگش با اتوبوس برخورد کرده و کشته شده، اما نمی‌تواند اتوبوس را شناسایی کند. یک گروه از شرکت کنندگان (در مورد میزان ترافیک) گفتند که شرکت اتوبوس آبی مسئول ۸۰٪ ترافیک جاده است، و شرکت اتوبوس خاکستری که رقیبش است مسئول ۲۰٪ دیگر، گروه دوم (در پرونده مربوط به شاهد حضوری) شاهدی ارائه دادند که یک اتوبوس آبی در زمان تصادف در جاده بوده، و شاهد دومی که شهادت داده این رکورد ضبط شده از دوربین ۲۰٪ زمان را نادرست نشان می‌دهد. وقتی که خواسته شد احتمال مقصر بودن شرکت اتوبوس آبی را در تصادف حدس بزنند، شرکت کنندگان هر دو گروه به‌طور صحیح ۸۰٪ را انتخاب کردند. با این حال، وقتی از آن‌ها خواسته شد گناه را در این پرونده تعیین کنند، افراد اولین گروه قضاوت را در مقابل شرکت اتوبوس آبی تنها ۸٫۲٪ تعیین کردند، در حالی که گروه دوم دریافتند مسئولیت اتوبوس آبی ۶۷٫۱٪ بوده‌است.

## انواع و مکانیسم‌های پیشنهادی
تحقیق اصلی شواهدی را برای فرایند ولز یافته که به عنوان «استدلال شواهد به واقعیت» نامیده می‌شود. هیئت منصفه ای که در چنین استدلالی دخیل است شواهد را نادیده می‌گیرد مگر اینکه شواهد خودشان بتوانند مورد قضاوت واقعیت قرار بگیرند. به عنوان مثال، هیئت منصفه آمار برهنه را نادیده می‌گیرد (مثل میزان ترافیک) چرا که شناسایی اتوبوس مسئول نمی‌تواند آمار را اثبات یا رد کند، اما هیئت منصفه باید شهادت حضوری یک فرد را در نظر بگیرند چرا که شهادت وی می‌تواند اتوبوس را شناسایی کند. در دو آزمایش دیگر، شرکت کنندگان حضور یافتند. در هر دو مورد متکی به شهادت یک مقام رسمی حمل و نقل بودند که شیار تایرها را چاپ می‌کرد و آن را با اتوبوس‌های دو شرکت مقایسه کردند. در پرونده شیار تایرها، این مقام رسمی شهادت داد که شیارها ۸۰٪ با شرکت اتوبوس آبی مطابقت دارند، و ۲۰٪ با شرکت اتوبوس خاکستری. در پرونده دیگر، مقام رسمی شهادت داد که از روش تطبیق تایر استفاده کرده و نشان داده نتایج ۸۰٪ با زمان مورد نظر تطابق دارد، و وی بر این باور است که یک اتوبوس آبی خاص مسئول تصادف بوده‌است. همان‌طور که قبلاً گفتیم، شرکت کنندگان در هر دو مورد به‌طور متوسط ۸۰٪ احتمال دادند که اتوبوس آبی را کشته‌است. با این حال، شرکت کنندگان در پرونده شیارهای تایر تمایلی به قضاوت در مورد شرکت اتوبوس آبی ندارند، در حالی که شرکت کنندگان دیگر این کار را می‌کنند.
تحقیقات بعدی پیشنهادی برای مکانیسم «سهولت شبیه‌سازی» ارائه دادند. نیدرمیر، کر، و می (۱۹۹۹) اشاره کردند که هیئت منصفه در آزمایش ولز به نفع شرکت اتوبوس آبی حکم داده‌اند آن هم‌زمانی که تصور می‌شد شرکت اتوبوس خاکستری مسئول حادثه بوده‌است. آن‌ها اثر ولز را تکرار کردند، اما مسئولیت اتوبوس خاکستری را هم در نظر گرفتند. محققان همچنین شرکت کنندگان را با سوال‌های جدید بررسی کردند به منظور اندازه‌گیری سهولت این شبیه‌سازی ذهنی (به عنوان مثال، «در مقیاس ۱۱ نقطه ای، تصور مقصر بودن اتوبوس خاکستری چقدر آسان است»). در این آزمایش‌ها، شرکت کنندگان با احتمال کمتری شرکت اتوبوس آبی را قضاوت کردند در حالی که خیلی راحت می‌توانستند اتوبوس خاکستری را مقصر بدانند، حتی اگر احتمال مشابهی داشتند که یک اتوبوس آبی مقصر حادثه بوده‌است.
مطالعات اخیر، یک مدل تصمیم‌گیری برای هیئت منصفه ارائه داده‌اند که شامل احتمال ذهنی گناه به عنوان تنها یکی از از ورودی‌های آن می‌شود. آرکز، شوتز-رینهارد، و مایز (۲۰۱۲) عواملی را شناسایی کردند که روی قضاوت‌ها اثر می‌گذارند آن هم تنها به واسطه اثرگذاری روی احتمال ذهنی، و عواملی که بر قضاوت اثر می‌گذارند بدون تغییر احتمال ذهنی. برای مثال، اضافه کردن یک شاهد غیرتشخیصی (که شهادتش غیرقابل اطمینان است) روی قضاوت اثر می‌گذارد اما روی احتمال ذهنی نه. از سوی دیگر، مدارک و شواهد منفی (یعنی شواهدی که نشان داد اتوبوس خاکستری مقصر نبوده‌است) سبب شد که شرکت کنندگان اشتباهاً قضاوت‌های احتمالی دربارهٔ اتوبوس آبی و مقصر بودن آن بدهند، و منجر به کاهش محکومیت مجرمان شوند. در سه آزمایش، محققان سطح موافقت شرکت کنندگان با این جمله را سنجیدند که «غیرانسانی است که شرکت اتوبوس آبی را سرزنش کنید مگر اینکه بتوانید ثابت کنید که آن‌ها به سگ ضربه زده‌اند، تنها بیان آنچه که محتمل است کافی نیست، شاکی باید نشان دهد که آن‌ها مستقیما در تصادف مقصر بوده‌اند». سطوح موافقت به شدت با حکم‌های ارائه شده به نفع شرکت اتوبوس آبی در ارتباط است. این مطالعه از یک استدلال غیرتجربی حمایت می‌کند که هیئت منصفه باید از آمار برهنه بر مبنای اخلاق استفاده کند، چون انجام این کار استقلال مدافع را نادیده می‌گیرد، اخلاق در تصمیم‌گیری در مورد آمارهای برهنه می‌تواند روی حکم‌های بدون تأثیر از احتمال ذهنی گناه اثر بگذارد.